# Hochosterwitz

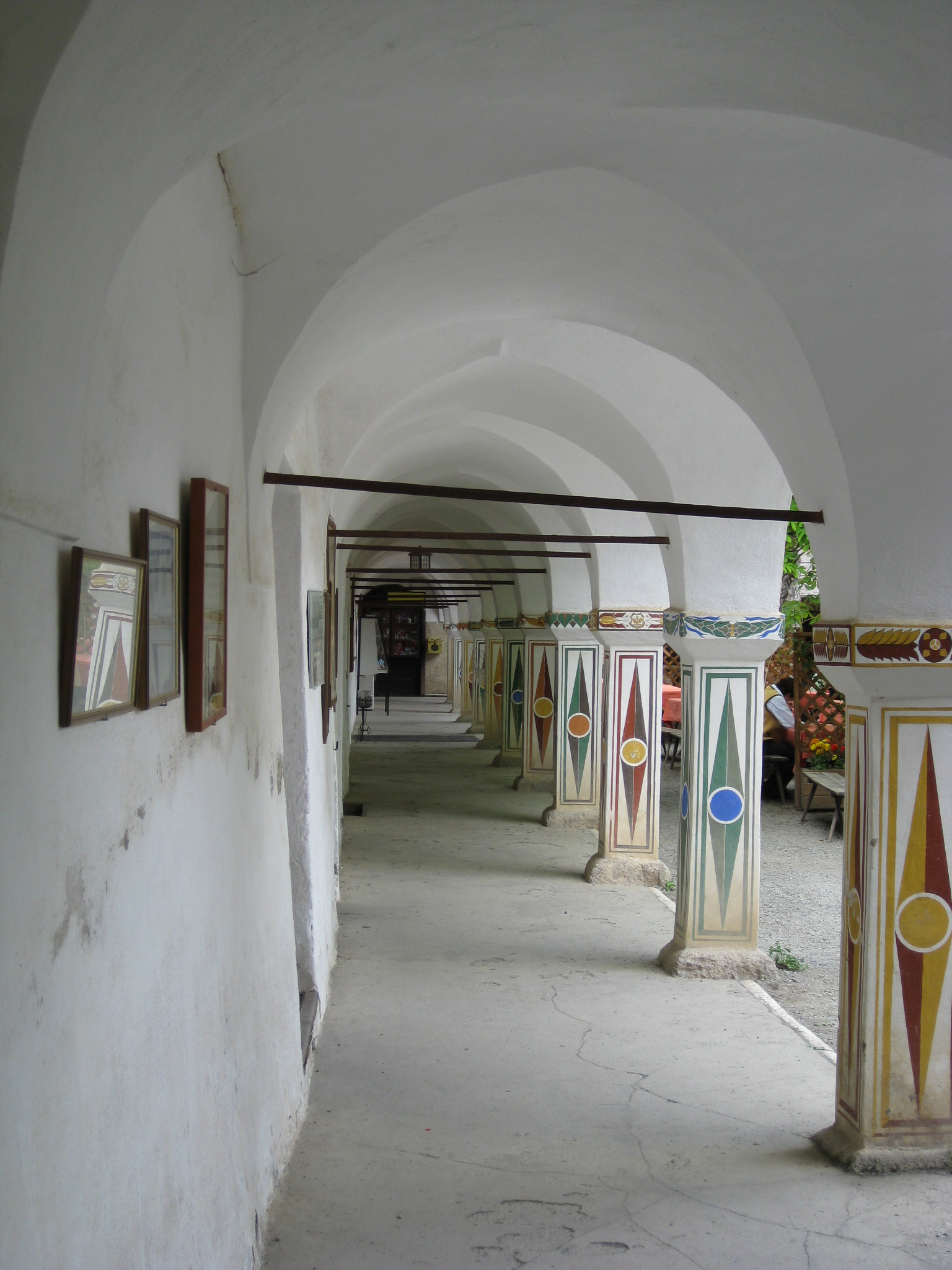
A vár udvara

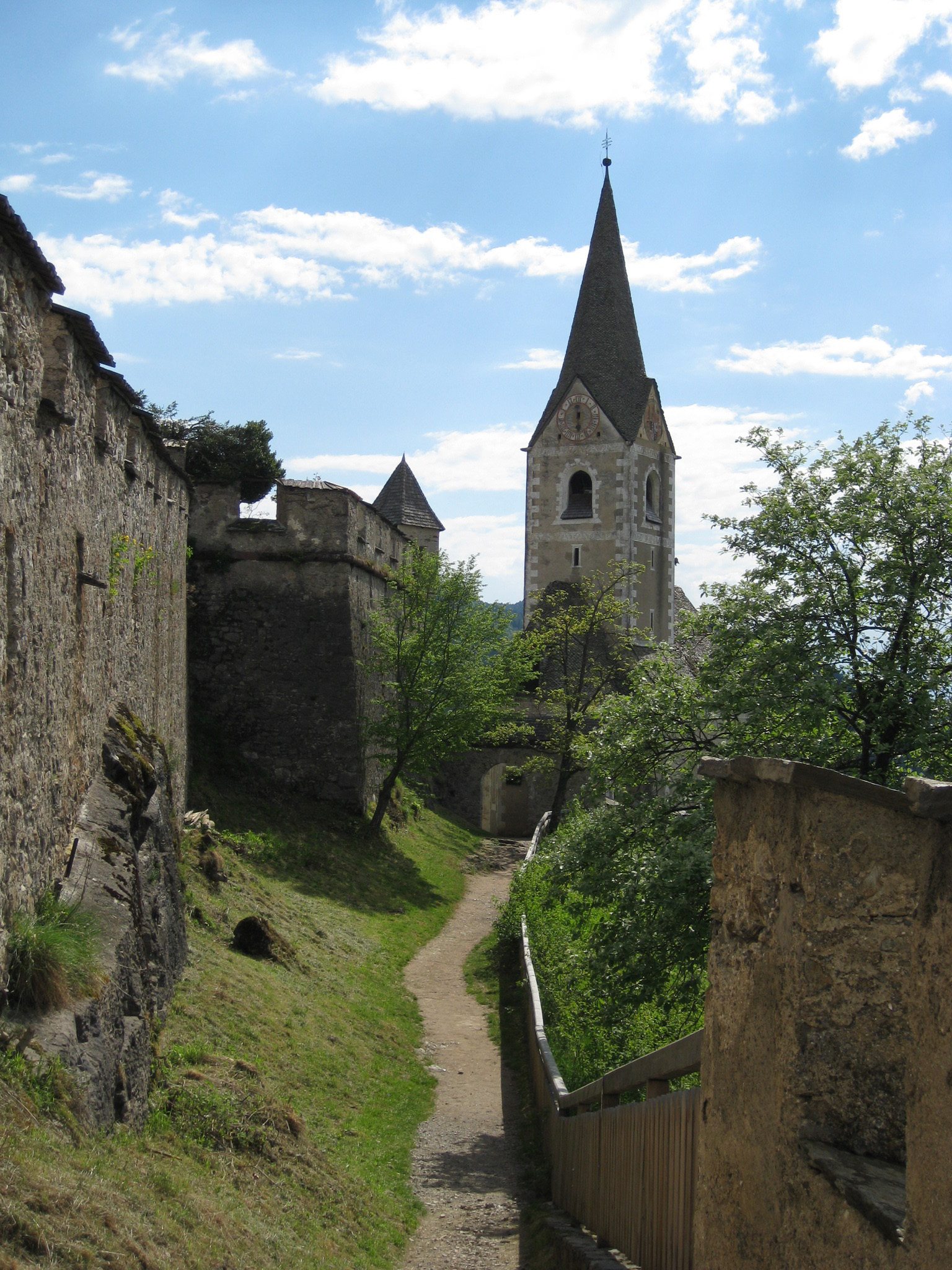
A vártemplom

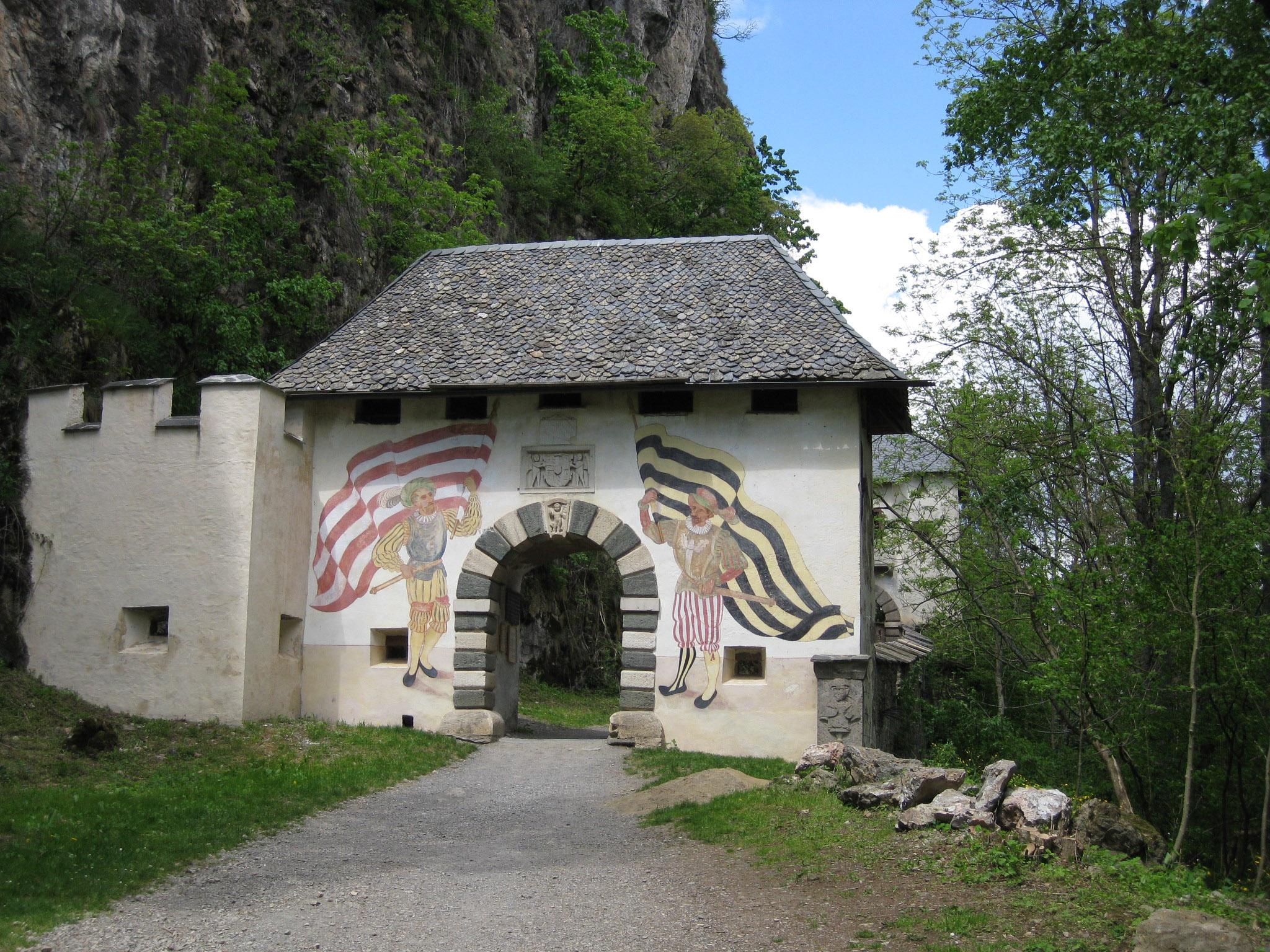
Zászlóskapu

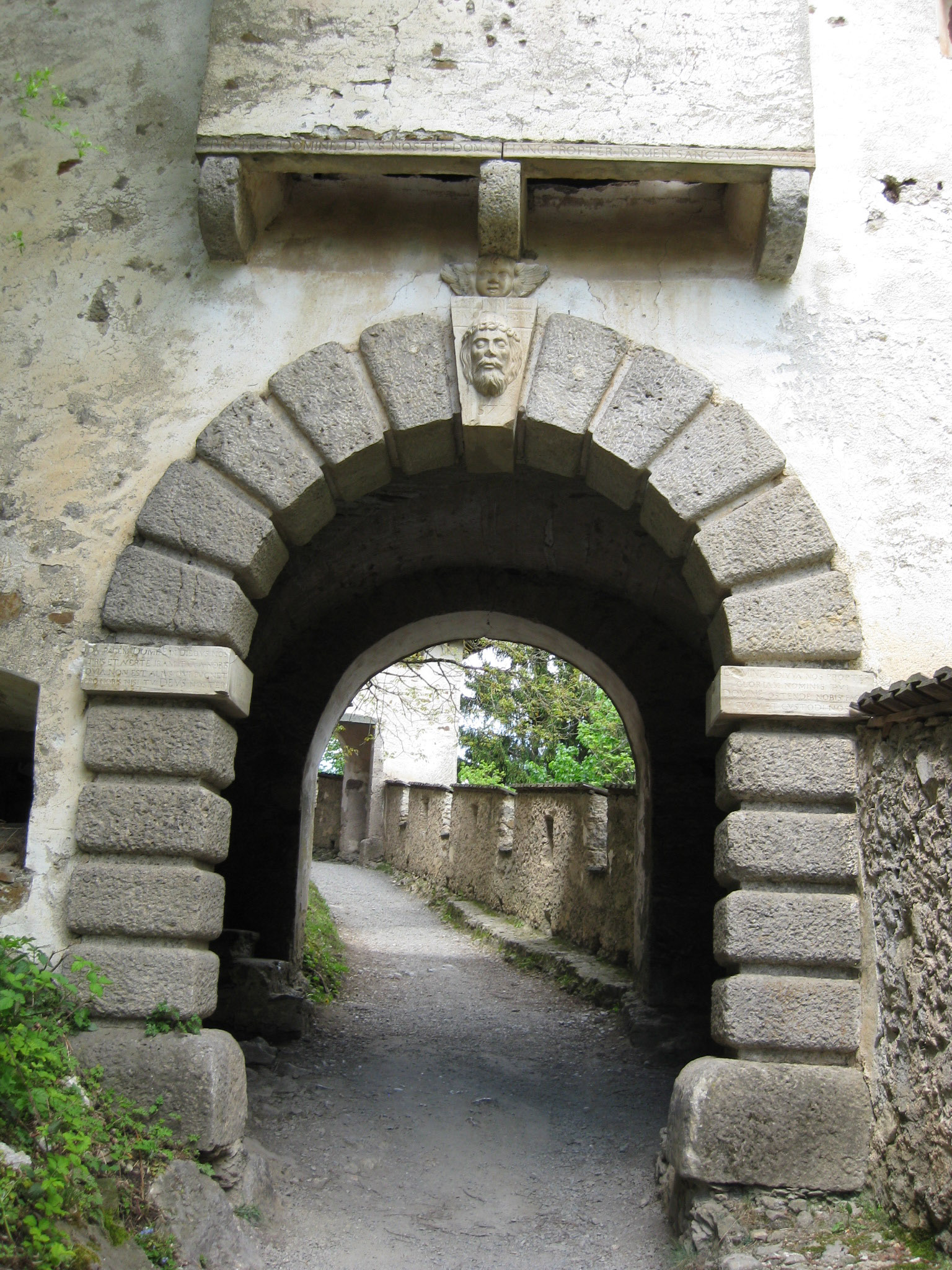
Őrök kapuja

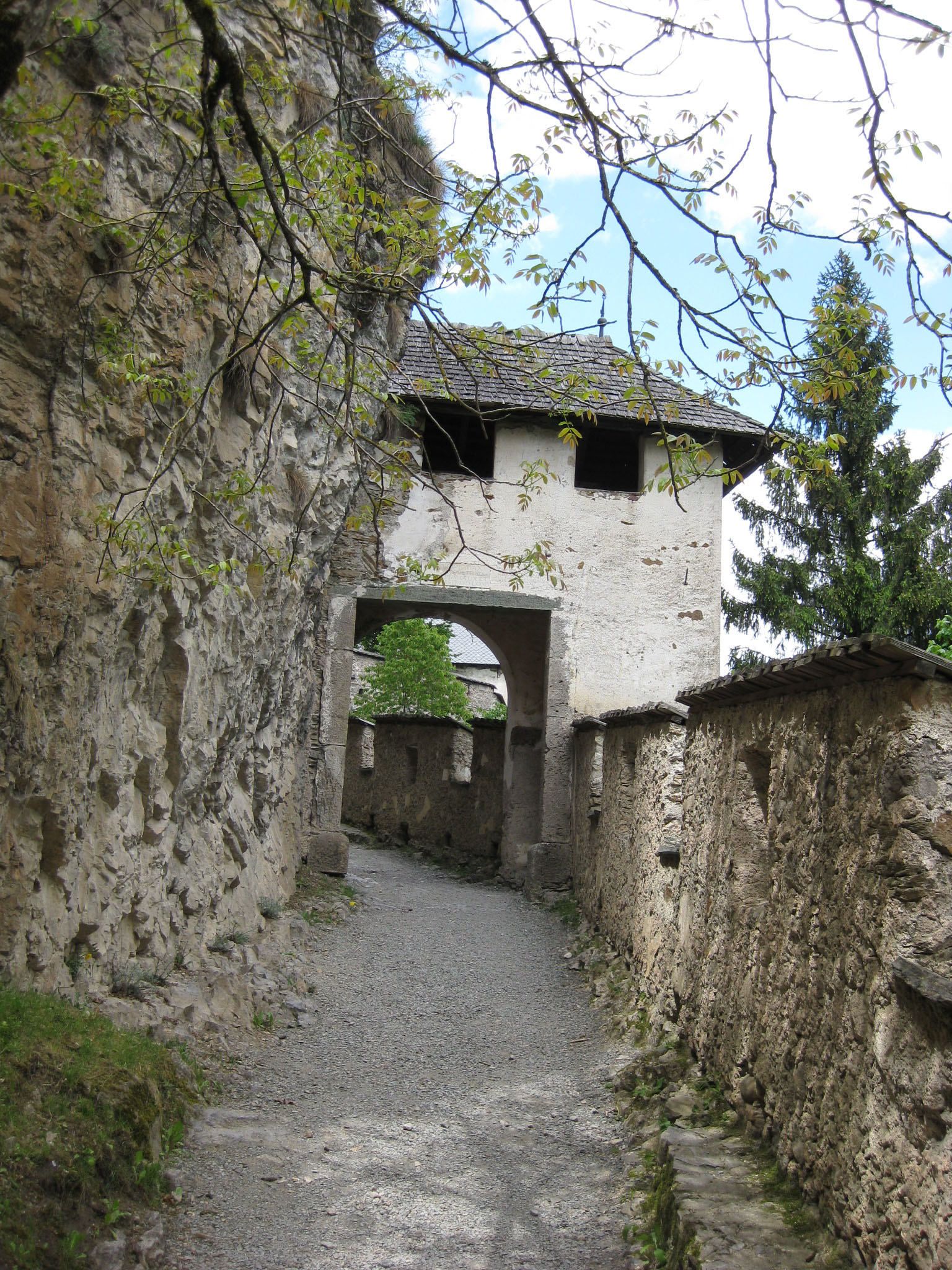
Gályakapu

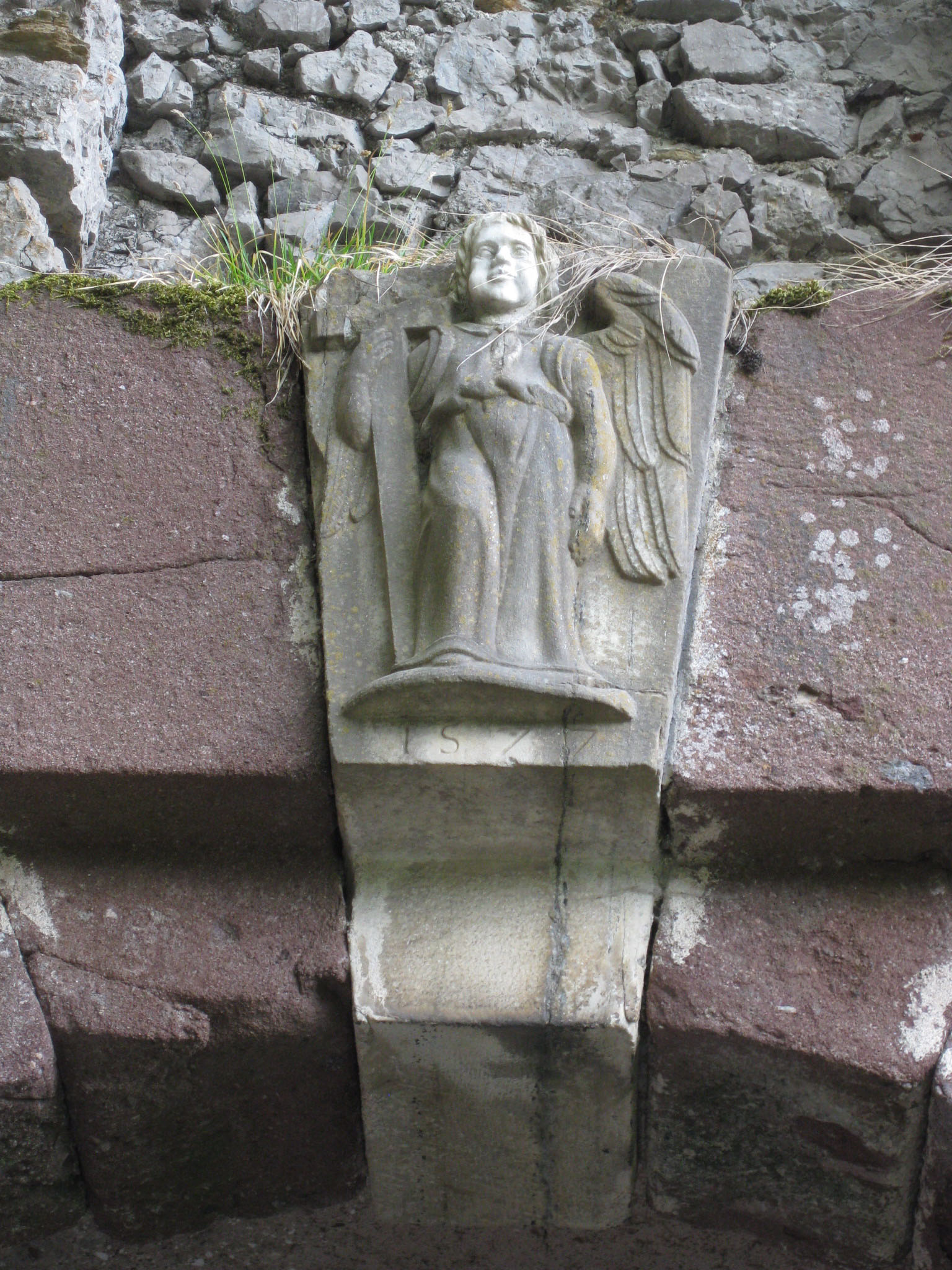
Angyalkapu

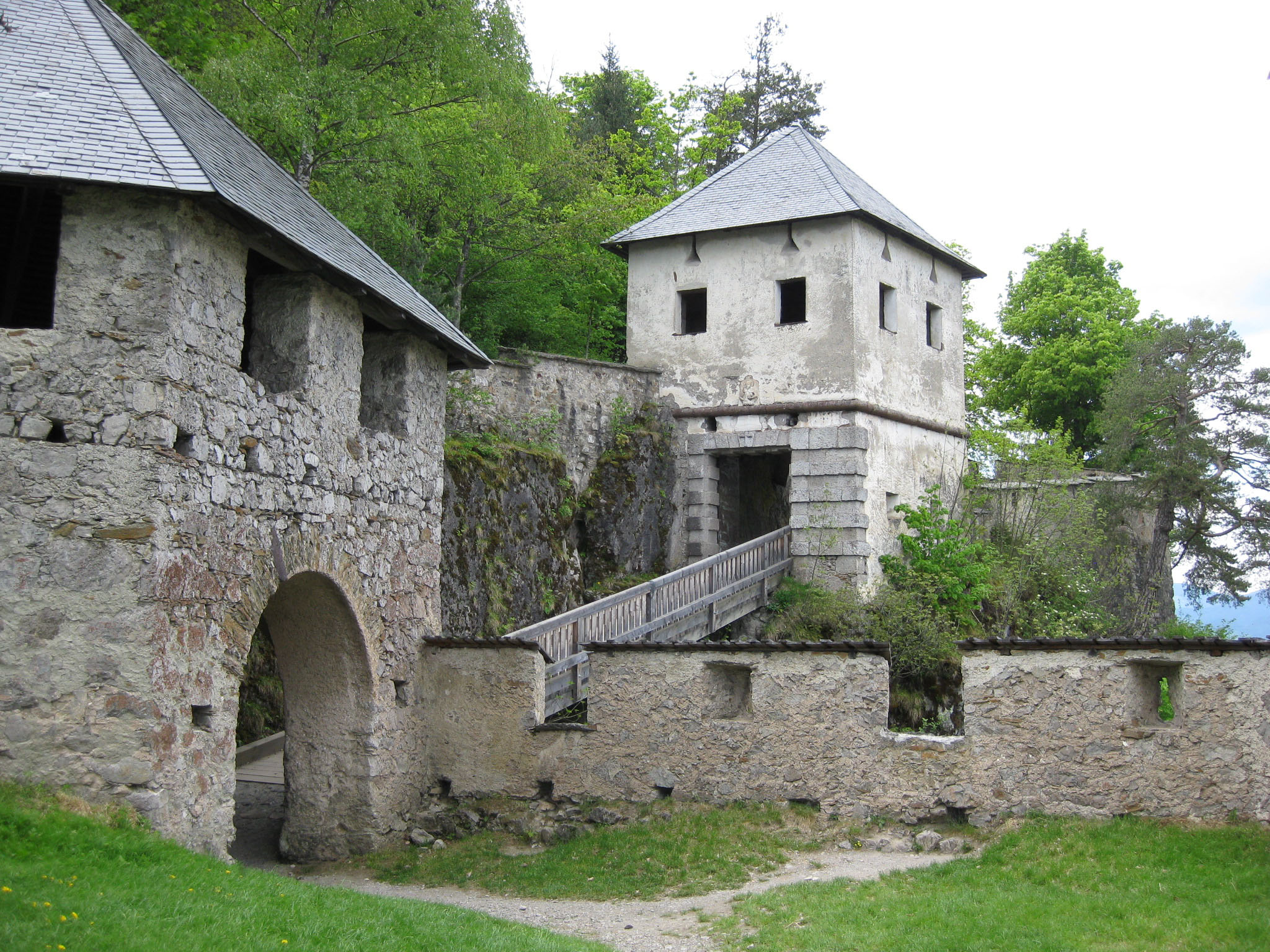
Oroszlánkapu

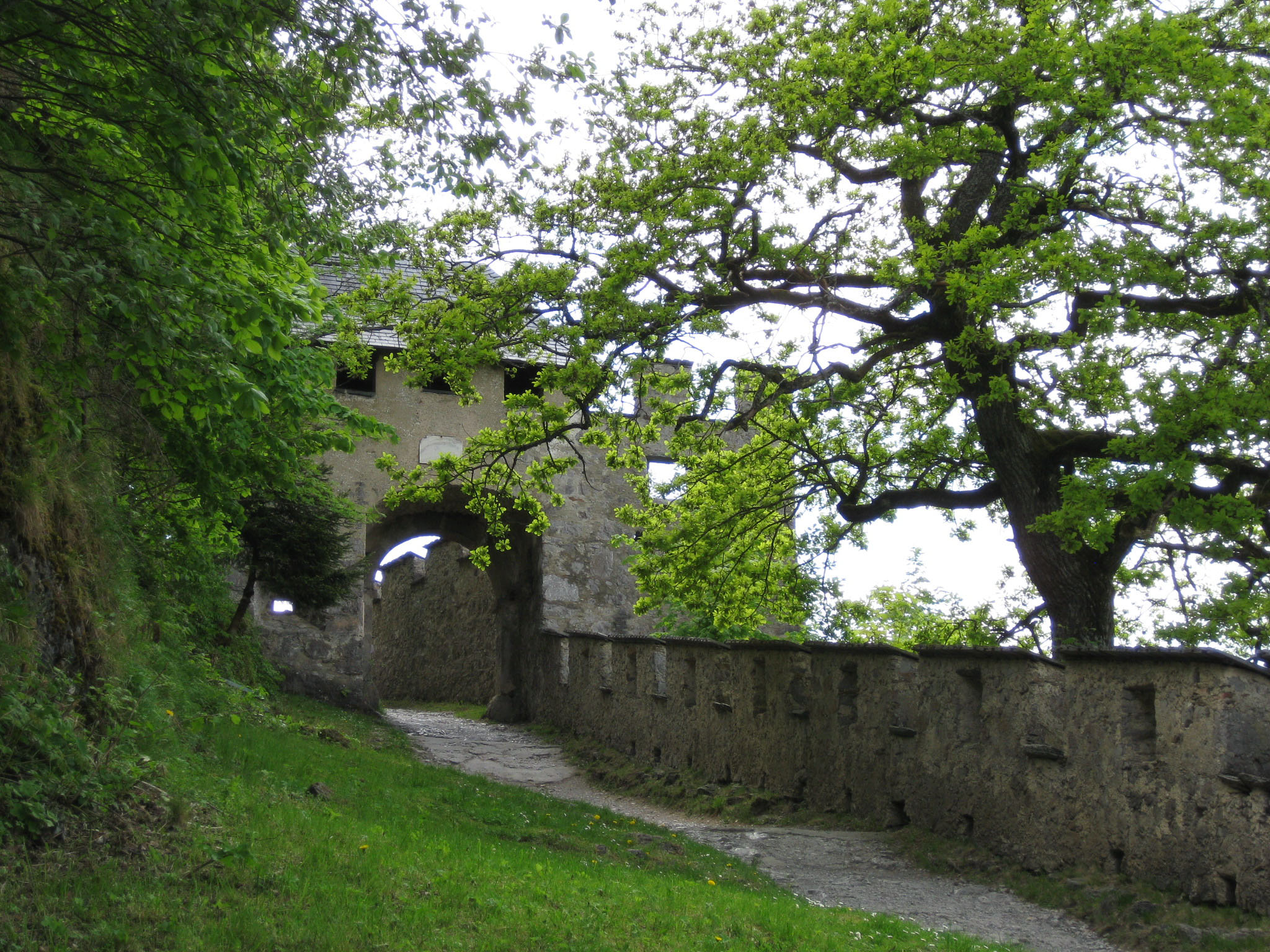
Férfikapu

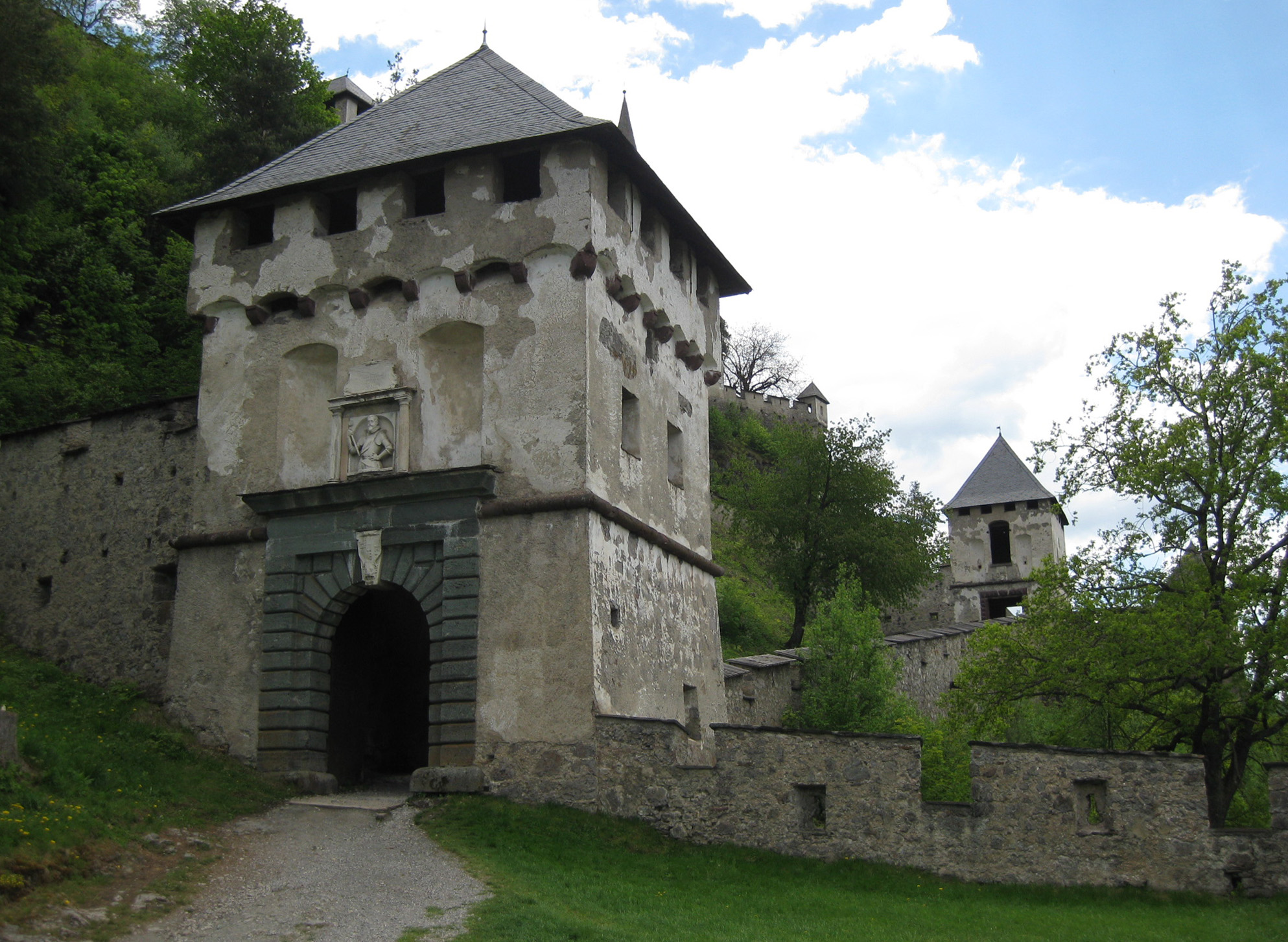
Khevenhüller-kapu

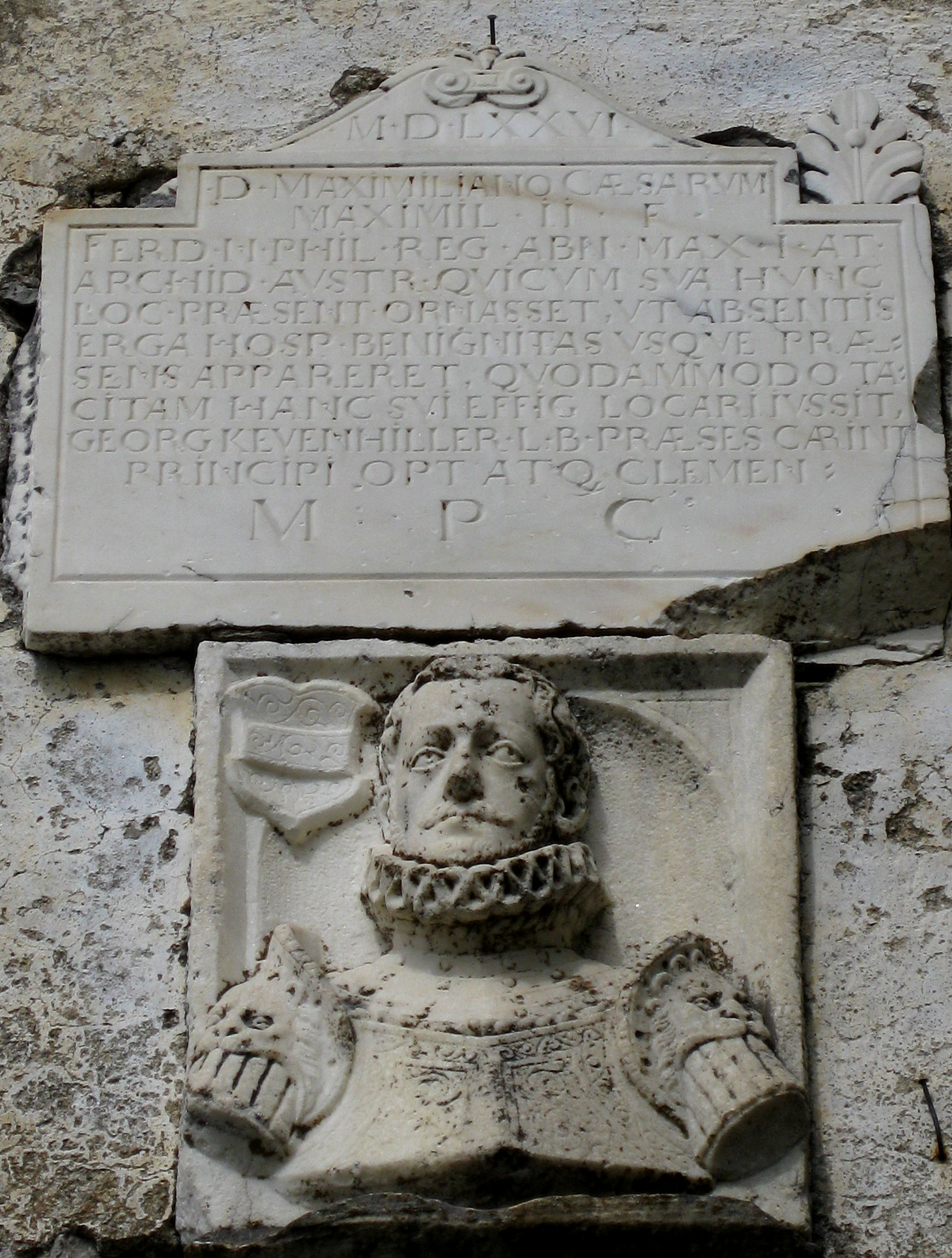
A 10. kapu domborműve

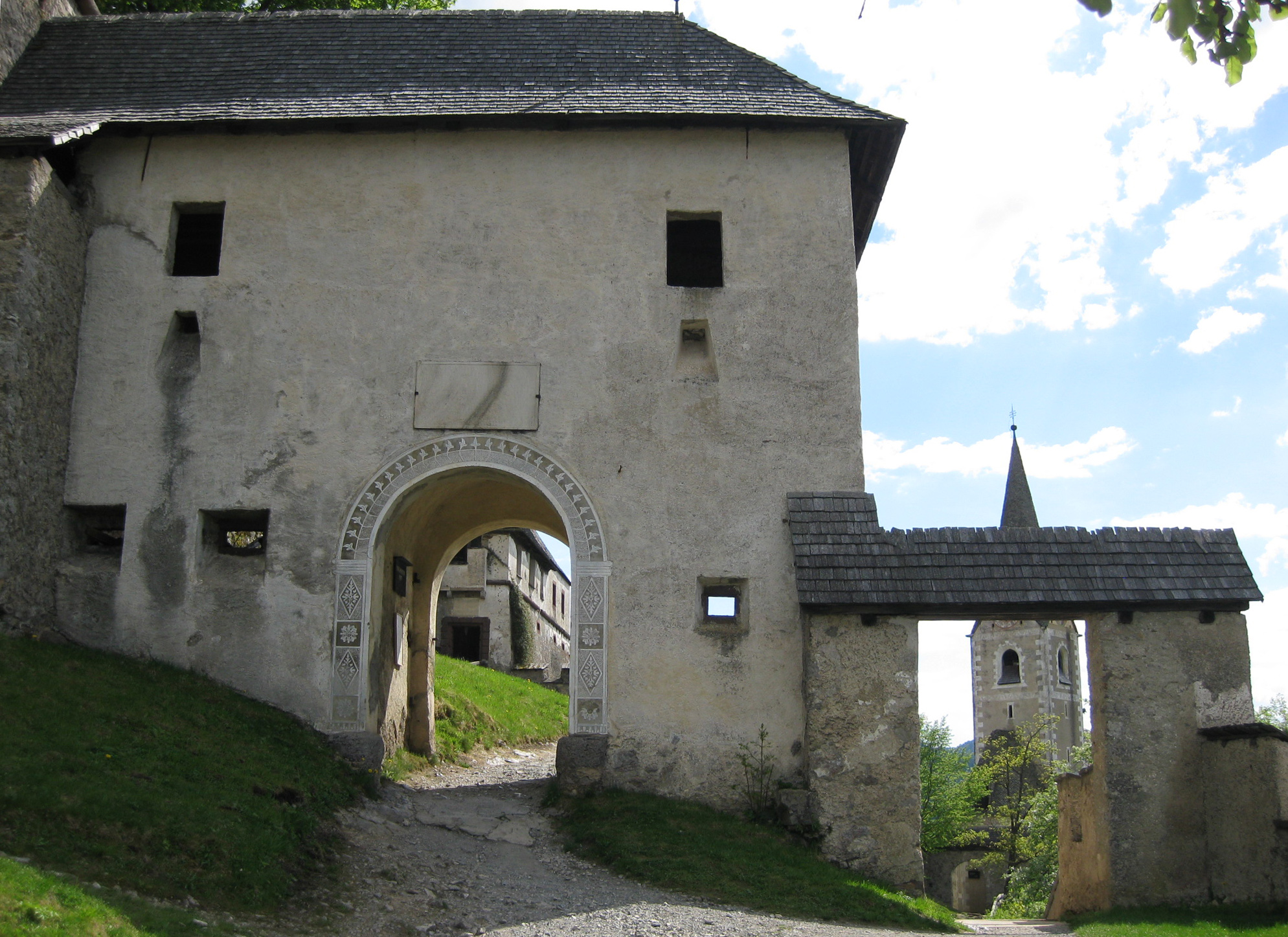
Templomkapu

Hochosterwitz vár, amely nevét a szlovén Ostrovica azaz éles szóból kapta, Ausztriában, a mai Sankt Georgen am Längsee község területén található, Karintia egyik jelképe.

## Fekvése
A vár egy 175 méter magas dolomitsziklán áll Sankt Veit an der Glantól keletre, a Magdalensberg északi vonulata mögött.

## Története
A kerámialeletek arra utalnak, hogy a szikla már a korai bronzkor óta lakott volt, találtak a hallstatti- és a La Tène-kultúrára utaló nyomokat is, a legtöbb tárgy azonban a római korhoz kapcsolódik. Egyes használati tárgyak (például orsók) jelenlétéből tartós településekre lehet következtetni.
A sziklakúp első említése 860-ból maradt fenn Astarwizza (= éles hegy) néven. A vár a 12. század közepéig a salzburgi érsekség birtoka, majd 1478-ig hűbérbirtokként von Osterwitz pohárnok kezében volt. A salzburgi érsek 1509-ben kezdte el a vár átépítését. 1541-ben a várat Georg von Khevenhüllernek zálogosították el, aki 1571-ben meg is vásárolta. Khevenhüller 1586-ig kiépíttette a várat a ma látható formájában, és az építmény azóta megszakítás nélkül a Khevenhüller család tulajdona.
Egy népszerű monda szerint Margit tiroli hercegnő ostrom alá vette a várat, amelyet azonban a várbeliek furfanggal megmentettek. A történészek szerint ez a történet teljesen valószínűtlen.

## Az építmény
Jellegzetesek és műszaki szempontból érdekesek a várba vezető sziklába vájt, kanyargós út erődítései a 14 nagyméretű kapuépülettel. Az út közepesen emelkedve mély szakadékokon ível át, esetenként kifaragott sziklafalak mellett halad vagy térré szélesedik ki, mígnem eléri a vár főépületét. A Narrensteig azaz bolondösvény az éles, sziklás nyugati részen halad, kikerülve a főút kapuit. Ennek a bejáratnak a lezárása miatt az alsó részen keresztbe egy falat építettek, néhány toldaléképülettel, amelyek nem maradtak fenn. A 13. századi Unrest krónikás műve szerint mindkét jól védhető bejárat létezett már a legkorábbi időkben is.
A várnak a középkori része mellett van egy újkori értelemben vett erődítménye is. Egy 1388-ból származó híradás szerint a vár eredetileg egy négyzetes toronyból, a hozzá csatlakozó lakóépületekből és a kis várkápolnából állt, amelyet tetőpárkányos, lőrésekkel ellátott falak védtek. Az építmény magja azaz a felső vár, önálló védmű, amelynek részben vörös homokkőből, részben zöldpalából épült, fehér mészkővel és márvánnyal díszített kapui a manierista építészet figyelemreméltó darabjai.
A vár véderejét a bejáratokat védő kapuk határozták meg. Az ügyes elhelyezés miatt a vár bevehetetlen volt, mert a támadónak egyesével kellett volna bevennie a kapukat, miközben minden oldalról támadásnak volt kitéve.

### 1. Fähnrichtor (Zászlóskapu), 1575
A kaput két életnagyságúnál nagyobb zászlólengető lovag díszíti, ezekről kapta a nevét. A zászlók színe fekete-sárga (a Khevenhüller család színei) és vörös-fehér (az ország színei). A zárókő szerint a kapu építését 1580-ban fejezték be.
A kapu fekvése és kialakítása stratégiailag jól átgondolt. A kaputól jobbra lejtős, megközelíthetetlen terület található, balra sziklafal emelkedik, amely az akkor viszonyok között bevehetetlen volt. A földszinten két hátul nyitott helyiség lehetővé tette az átjárást, mellette viszont van egy helyiség a védők számára, amely a kapu előreugró, lőrésekkel ellátott részével együtt oldalról biztosította a kapufrontot. A vasalt kapu hajdan festett volt, rajta bronzból készült kosfőt formázó kopogtatókkal, amelyek ma a múzeumban vannak kiállítva.

### 2. Wächtertor (Őrök kapuja), 1577
Az Őrök kapujához keskeny sziklaösvény vezet a Zászlóskaputól. Baloldalt a hatalmas sziklafalhoz van illesztve, jobbra szakadék tátong. A kapu kettős erkélye résekkel van ellátva, ami alkalmassá teszi a védekezésre. Ostrom esetén az ablakokat vasalt szekrényekkel zárták el. A kapu belsejéből lépcső vezet egy kis sziklaplatóra, ahonnan köveket lehetett hajítani a támadókra.
A bejáratot gazdag márványberakás díszíti. A múzeumban látható portál pompásan ki volt cifrázva sárgaréz kopogtatókkal és gyűrűkkel, állatfej alakú kopogtatókkal, vasalt díszítésekkel és festményekkel. A tető éghetetlen kőzsindelyből készült. A kapu 1577-ben készült el.

### 3. Nautor (Gályakapu), 1578
A kaput azért nevezték el így, mert az alaprajza hajóorrhoz hasonló. A kapuhoz vezető út igen keskeny és szándékosan halad szorosan a sziklák mellett, hogy a feltételezett támadók nehezen tudják megrohamozni a kaput.

### 4. Engelstor (Angyalkapu), 1577
A tekintélyes építményt elöl és hátul mély szakadék, a hegy oldaláról egy meredek sziklafal védi. Még most is láthatók rajta a hajdani felvonóhíd láncainak a nyomai. A hegy irányába vezető átjáró mellett volt még egy kijárat is a csatlakozó térre. A legénység számára egy külön őrházat építettek, amelynek emeletén hálóhelyek, a pincéjében pedig a tartalékkészletek voltak.
A portál vörös homokkőből készült. A márványból készült zárókövön angyalt ábrázoló dombormű található, amely a kapu névadója. Az 1577-es évszám valószínűleg az átépítés időpontját jelöli.

### 5. Löwentor (Oroszlánkapu), 1577
Az ötödik kapu az egykor a vasalt ajtószárnyakra festett oroszlánokról kapta a nevét. A zárókövön egy kereszt rajzolódik ki, felette egy Jézust ábrázoló márvány dombormű.
A híd hátsó része felvonóhídként van kialakítva, amelynek a görgőnyílásai még felismerhetőek a kapu falában. A hidat működtető gépezet a felső szinten helyezkedett el, amelyet a sziklás lejtőn át vagy pedig a negyedik kaputól a hatodikhoz vezető ösvényen lehetett megközelíteni.

### 6. Manntor (Férfikapu), 1578
A hatodik kapu különleges példája a Hochosterwitzet védő berendezések sokrétűségének: A rövid, dongaboltozatos átjáró bejárata nincs elzárva és csak a hátsó részén van egy kapu, amelyet azonban csak az ostromlókkal szembeni irányban lehetett kinyitni. Magát az átjáró helyiséget két oldalról lőréseken át illetve a tetőről beöntőnyíláson át lehetett védeni. A kaputól balra állt egy őrszem, aki az út kapu előtti részét tartotta megfigyelés alatt. A kapu mögötti körfal tetőpárkányáról még mindig be lehetett avatkozni abban az esetben, ha a kapu elesik.
A kapun egy feliratos kő az 1578-as évszámot viseli.

### 7. Khevenhüllertor (Khevenhüller-kapu), 1582
A hetedik kapu a legpompásabb az összes kapu között. A köríves kaput egy zöldpalából készült rusztikus keret övezi. Felette az oroszlánfővel és a Khevenhüller-címerrel díszített zárókő, illetve egy fülkében a vár építtetőjének márvány domborműve található teljes fegyverzetben de sisak nélkül. A háromszintes kapuépítmény tetőpárkánnyal van ellátva, a felső szint gyámköveken nyugszik.

### 8. Landschaftstor, 1570
A vörös homokkőből készült kapu egy sziklameredély fölé épült. A kapun belül a felvonóhídhoz egy forgó központi tengely csatlakozik. Ez azt jelentette, hogy az esetleges ostromló hirtelen egy szakadék előtt találta magát és csak a bezárt felvonóhidat látta . A kaput piramiskváder szegélyezi, felette Karintia címere látható.

### 9. Reisertor
A kilencedik kapun egy feliratos kő látható, rajta szárnyas homokórával és mérleggel.

### 10. Waffentor (Fegyverkapu)
A masszív köríves kapu felett Károly főherceget ábrázoló dombormű található.

### 11. Mauertor (Kőműveskapu), 1575
A kapu falai kloritpalából készültek.

### 12. Brückentor (Hídkapu)
A kapu felső szintjén találhatók a felvonóhíd láncai.

### 13. Kirchentor (Templomkapu), 1579
A kapunál ágazik el az út a vártemplom felé, ami ellentétben magával a várral az egész lakosság rendelkezésére állt. Érdekes az Itáliából származó portál, amelynek a felső részén a tizenkét apostol és Krisztus mellképe áll. A templom barokk főoltárán a templom egyik védőszentje, Nepomuki Szent János képe található. A Khevenhüller hercegek családi sírja 1607 óta van a templomban, amikor a rekatolizált villachi lelkész megtagadta, hogy a protestáns Franz von Khevenhüllert a villachi dómban helyezzék nyugalomra.
A templomkapu az őrség bástyájához csatlakozik.

### 14. Kulmertor (Kulmer-kapu), 1575
Az utolsó kapu, amely 1575-ben épült, a Kulmer családról kapta a nevét, akik hosszú idő óta a látták el a vár felügyeletét. A kapu előtt egy  híd ível át a mély árkon.  A hosszúkás, boltíves építményen belül az út 90 fokos fordulatot vesz és a tényleges vár előtt hosszan elnyúló elővárhoz vezet.
A rusztikus portál vörös homokkőből készült. Az északnyugati fal külső részén egy feliratos tábla található, valamint egy római kori dombormű egy áldozatot bemutató nővel.

## Idegenforgalom
A vár áprilistól októberig belépti díj ellenében látogatható. A felvonó használata helyett a 14 kapun át vezető gyalogutat szokták javasolni.
A Klagenfurt melletti Minimundusban megtalálható a vár 1:25-ös léptékű makettje.

## Fordítás
- Ez a szócikk részben vagy egészben  a   Burg Hochosterwitz című német Wikipédia-szócikk ezen változatának fordításán alapul.  Az eredeti cikk szerkesztőit annak laptörténete sorolja fel. Ez a jelzés csupán a megfogalmazás eredetét és a szerzői jogokat jelzi, nem szolgál a cikkben szereplő információk forrásmegjelöléseként.